# Leichtathletik-Europameisterschaften 1954/80 m Hürden der Frauen

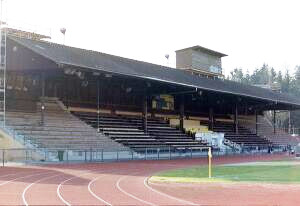
Tribüne des Stadions Neufeld in Bern

Der 80-Meter-Hürdenlauf der Frauen bei den Leichtathletik-Europameisterschaften 1954 wurde am 27. und 28. August 1954 im Stadion Neufeld in Bern ausgetragen.
Europameisterin wurde die sowjetische Läuferin Marija Golubnitschaja. Die Deutsche Anneliese Seonbuchner gewann die Silbermedaille. Bronze ging an die Britin Pam Seaborne.

## Rekorde

### Bestehende Rekorde
| Weltrekord           | 10,9 s | Shirley Strickland    | OS Helsinki, Finnland             | 24. Juli 1952   |
| Weltrekord           | 10,9 s | Marija Golubnitschaja | Kiew, Sowjetunion (heute Ukraine) | 3. August 1954  |
| Europarekord         | 10,9 s | Marija Golubnitschaja | Kiew, Sowjetunion (heute Ukraine) | 3. August 1954  |
| Meisterschaftsrekord | 11,1 s | Fanny Blankers-Koen   | EM Brüssel, Belgien               | 26. August 1950 |

### Rekordverbesserungen
Der bestehende den EM-Rekord wurde verbessert und außerdem gab es einen neuen Landesrekord.
- Meisterschaftsrekord: 11,0 s – Marija Golubnitschaja (Sowjetunion), Finale am 28. August
- Landesrekord: 11,3 s – Denise Laborie (Frankreich), Finale am 28. August

## Vorrunde
27. August 1954, 16:30 Uhr
Die Vorrunde wurde in sechs Läufen durchgeführt. Die ersten beiden Athletinnen pro Lauf – hellblau unterlegt – qualifizierten sich für das Halbfinale.

### Vorlauf 1
| Platz | Name            | Nation         | Zeit (s) |
| ----- | --------------- | -------------- | -------- |
| 1     | Jean Desforges  | Großbritannien | 11,4     |
| 2     | Elzbieta Bocian | Polen          | 11,4     |
| 3     | Jorun Tangen    | Norwegen       | 11,9     |

### Vorlauf 2
| Platz | Name                  | Nation      | Zeit (s) |
| ----- | --------------------- | ----------- | -------- |
| 1     | Marija Golubnitschaja | Sowjetunion | 11,2     |
| 2     | Elżbieta Duńska       | Polen       | 11,6     |
| 3     | Yvette Monginou       | Frankreich  | 11,9     |
| 4     | Grete Jenny           | Österreich  | 12,0     |

### Vorlauf 3
| Platz | Name             | Nation         | Zeit (s) |
| ----- | ---------------- | -------------- | -------- |
| 1     | Denise Laborie   | Frankreich     | 11,5     |
| 2     | Elfriede Steurer | Österreich     | 11,6     |
| 3     | Stina Cronholm   | Schweden       | 12,2     |
| 4     | Trudy Hänseler   | Schweiz        | 12,5     |
| DNF   | Maria Sander     | BR Deutschland |          |

### Vorlauf 4
| Platz | Name               | Nation           | Zeit (s) |
| ----- | ------------------ | ---------------- | -------- |
| 1     | Anna Alexandrowa   | Sowjetunion      | 11,3     |
| 2     | Milka Babović      | Jugoslawien      | 11,3     |
| 3     | Miroslava Trkalová | Tschechoslowakei | 11,6     |
| 4     | Hilde De Cort      | Belgien          | 12,5     |

### Vorlauf 5
| Platz | Name                  | Nation         | Zeit (s) |
| ----- | --------------------- | -------------- | -------- |
| 1     | Pam Seaborne          | Großbritannien | 11,4     |
| 2     | Anneliese Seonbuchner | BR Deutschland | 11,4     |
| 3     | Milena Greppi         | Italien        | 11,5     |
| 4     | Ana Serban            | Rumänien       | 11,8     |
| DNF   | Gretel Bolliger       | Schweiz        |          |

### Vorlauf 6
| Platz | Name               | Nation         | Zeit (s) |
| ----- | ------------------ | -------------- | -------- |
| 1     | Zenta Gastl        | BR Deutschland | 11,5     |
| 2     | Jewgenia Gurwitsch | Sowjetunion    | 11,5     |
| 3     | Claudie Flament    | Frankreich     | 11,7     |
| 4     | Thelma Hopkins     | Großbritannien | 11,7     |

## Halbfinale
28. August 1954
In den beiden Halbfinalläufen qualifizierten sich die jeweils ersten drei Athletinnen – hellblau unterlegt – für das Finale.

### Lauf 1

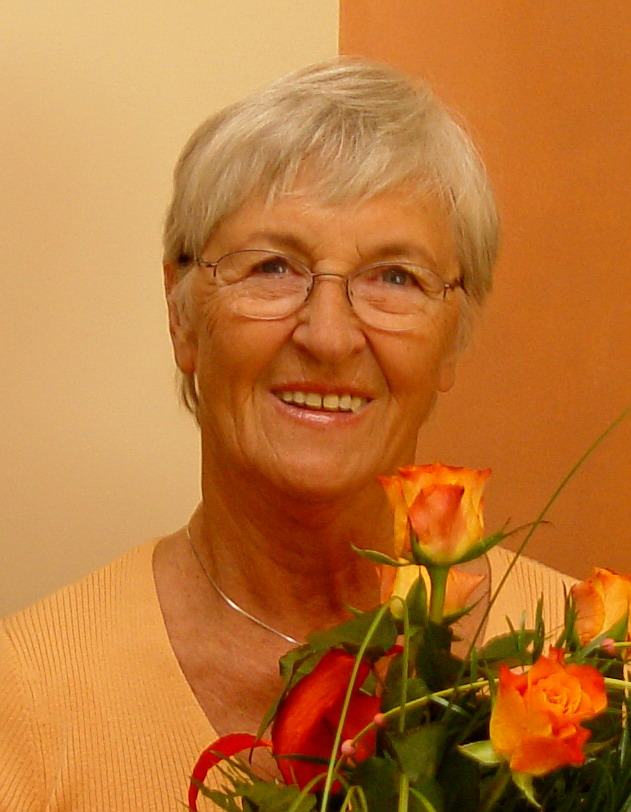
Elżbieta Duńska (hier im Jahr 2008) – zwei Jahre später als Elżbieta Krzesińska Weitsprung-Olympiasiegerin – erreichte mit ihrem sechsten Platz im ersten Halbfinale nicht den Endlauf

| Platz | Name                  | Nation         | Zeit (s) |
| ----- | --------------------- | -------------- | -------- |
| 1     | Marija Golubnitschaja | Sowjetunion    | 11,2     |
| 2     | Pam Seaborne          | Großbritannien | 11,3     |
| 3     | Milka Babović         | Jugoslawien    | 11,4     |
| 4     | Zenta Gastl           | BR Deutschland | 11,5     |
| 5     | Jewgenia Gurwitsch    | Sowjetunion    | 11,5     |
| 6     | Elżbieta Duńska       | Polen          | 11,6     |

### Lauf 2
| Platz | Name                  | Nation         | Zeit (s) |
| ----- | --------------------- | -------------- | -------- |
| 1     | Anneliese Seonbuchner | BR Deutschland | 11,4     |
| 2     | Denise Laborie        | Frankreich     | 11,4     |
| 3     | Jean Desforges        | Großbritannien | 11,5     |
| 4     | Anna Alexandrowa      | Sowjetunion    | 11,5     |
| 5     | Elżbieta Bocian       | Polen          | 11,5     |
| 6     | Elfriede Steurer      | Österreich     | 11,7     |

## Finale

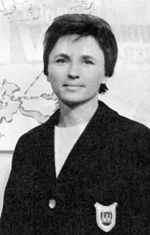
Milka Babović, später als Journalistin tätig, belegte den fünften Platz

28. August 1954
| Platz | Name                  | Nation         | Zeit (s) |
| ----- | --------------------- | -------------- | -------- |
| 1     | Marija Golubnitschaja | Sowjetunion    | 11,0 CR  |
| 2     | Anneliese Seonbuchner | BR Deutschland | 11,2     |
| 3     | Pam Seaborne          | Großbritannien | 11,2     |
| 4     | Denise Laborie        | Frankreich     | 11,3 NR  |
| 5     | Milka Babović         | Jugoslawien    | 11,5     |
| 6     | Jean Desforges        | Großbritannien | 11,5     |